# Psammoecus impressicollis
Psammoecus impressicollis es una especie de coleóptero de la familia Silvanidae.

## Distribución geográfica
Habita en la India.